# What the Hell
A What the Hell az énekes-dalszerző Avril Lavigne első kislemeze a Goodbye Lullaby című negyedik albumáról. A dalt írta Lavigne, Max Martin és Schelback. Kiadták 2011. január 11-én az Egyesült Államokban és Kanadában. A kritikusok általában pozitívan fogadták, és összehasonlították a korábbi slágerével a Girlfrienddel.

## Háttér
2010 novemberében Lavigne bejelentette, hogy kész a negyedik stúdióalbuma, a Goodbye Lullaby, a késés okozójaként a lemezkiadóját nevezte meg. Elárulta a blogon, hogy az első kislemez a "What the Hell" lesz. A dal premierje 2010 december 31-én volt a Dick Clark Újévi Rockin 'Eve című műsorban, ahol felvételről adták le hasonlóan, mint a Girlfriendet. Lavigne azt mondta a dalról:,,Egy nagyon derűs, bulizós szám, így jó volt először eljátszani a New Year's Rockin 'Eve című műsorban. A dal 48 órán keresztül ingyenesen letölthető volt Lavigne hivatalos Facebook oldaláról.

## Fogadtatása
2011. január 19-én a Billboard Hot 100 13. helyén és a Billboard Digital Songs 6. helyén debütált több mint 163 ezer letöltéssel. A következő héten visszaesett a Hot 100-on 31. helyre és a Hot Digital Song 22. helyre 77 ezer letöltéssel, de a harmadik héten felemelkedett a 24. helyre és a 13. helyre a Hot Digital listán, majd tovább jutott a 23. helyre. Az ötödik héten az 1. helyet érte el. A hatodik héten visszacsúszott a 13. helyre. A Canadian Hot 100-on 8. helyen debütált, 16 ezer letöltéssel 4. a digitális listán. Ez a harmadik legjobban debütál dala a Girlfriend és a Keep Holding On óta.
Az angol listán 29. helyen debütált január 23-án, ez a tizenkettedik találata az első harmincban. A második ábrázolási héten esett a 45. helyre, a harmadik héten emelkedett a 32-re, illetve a negyedik és a legutóbbi héten nőtt a csúcs számra 27. helyre. Japánban az Orinico listán 5598 napi letöltéssel kezdett a 15. helyen.

## Videóklip
A videóklip úgy kezdődik, hogy Lavigne fekszik az ágyban fehérneműben a barátjával, akit Spencer Hill alakított. Odamegy a tükörhöz, és a két parfümmel befújta magát. A lány utána bezárta a szerelmét a ruhásszekrénybe, és elment otthonról. Sétál, s majd ellop egy taxit. A szeretője üldözni kerékpárral, közben lehagyja taxival őt, s összetöri a járművet. Tovább megy egy kosárlabdapályára, ahol beszáll egy kicsit a játékban Sixth Street Viaduct-nál, de a szerelme még mindig kergeti Lavignet. A nő befut egy Abbey Dawn üzletbe, és Lavigne édesanyja is feltűnik a videóban, mint egy eladó. Avril kicsit flörtöl a barátjával, majd ott hagyja őt, mert énekelni ment a színpadra. Az énekesnő az emelvényről a tömeg közé ugrik. A közönség szörfözteti, végül lerakják őt. Feltűnik megint a szerelme, akivel bedől az ágyba, miközben énekli, hogy "la la la la la".
A videót 2011. január 23-án mutatták be az ABC Family, valamint a brit zenei csatornán 4Music-on.
A New York Post bírálta a termékelhelyezéseket a Sony és az Abbey Dawn feliratot.

## Ranglisták
| Ranglista (2011)                                 | Helyezés |
| ------------------------------------------------ | -------- |
| U.S. Billboard Hot 100                           | 11       |
| Australia ARIA Top 50 Singles                    | 6        |
| Austria Top 75 Singles                           | 30       |
| Belgium Top 50 (francia) Singles                 | 18       |
| Belgium Top 50 (holland) Singles                 | 26       |
| Canadian Top 50 Singles                          | 8        |
| Brazil Top 100 Singles Chart                     | 90       |
| Brazil Pop Singles Chart                         | 39       |
| Dutch Top 40 Singles                             | 11       |
| France Top 100 Singles                           | 21       |
| Finnish Singles Chart                            | 17       |
| Germany Top 100 Singles                          | 21       |
| Ireland Top 40 Singles                           | 16       |
| Italy Top 40 Singles                             | 15       |
| Japan Adult Contemporary Airplay Top 100 Airplay | 1        |
| Japan Hot 100                                    | 2        |
| Japan Daily Singles Chart                        | 1        |
| Sweden Top 60 Singles                            | 58       |
| Switzerland Top 100 Singles                      | 18       |
| UK Official Top 75 Singles                       | 27       |
| New Zealand Singles Chart                        | 5        |
| Scotland                                         | 14       |
| Slovakia                                         | 8        |
| South Korea                                      | 58       |
| U.S. Billboard Adult Contemporary                | 15       |
| U.S. Billboard Pop Songs                         | 15       |